# Krab světlonohý
Krab světlonohý (Grapsus grapsus) je jeden z nejběžnějších krabů na tichooceánském pobřeží Ameriky. Žije na březích Jižní Ameriky (nejjižněji v Peru), Střední Ameriky a Mexika. Nachází se též na Galapágách.